# Почтовая станция (Кипень)
Почтовая станция в Кипени — исторический комплекс сооружений, часть почтово-транспортной инфраструктуры Российской империи. Станция расположена в деревне Кипень Ломоносовского района Ленинградской области. Построена в начале XIX века.
Памятник архитектуры федерального значения.

## История и архитектура
В начале XIX века по указу Александра I были отпущены средства на строительство пяти почтовых станций по пути в Ревель, которые располагались через каждые 40 вёрст. Станция в Кипени располагалась на Нарвском тракте, соединявшем Санкт-Петербург, Гдов и Нарву, на пересечении с дорогой на Гатчину. Её возвели в 1806—1807 годах по типовому проекту архитектора Луиджи Руска в стиле классицизма. Комплекс состоял из главного здания и двух торцевых флигелей. Оба флигеля соединяются с главным зданием каменными воротами, создавая замкнутый двор почтовой станции, где располагались каретные сараи для экипажей и баня.
Главное здание использовалось для приёма проезжающих и ямщиков. В одном флигеле размещалась большая комната-горница и небольшая комнатка для регистрации проезжающих. Во втором — конюшни и кузница. Конюшни предусматривали размещение порядка 35 лошадей.
Позже станция сменила своё назначение. В здании в разное время размещался постоялый двор, почтовое отделение, клуб, библиотека, а также одно из местных сельхозпредприятий.
По состоянию на начало XXI века здание бывшей станции находится в аварийном и запущенном состоянии.

## Галерея

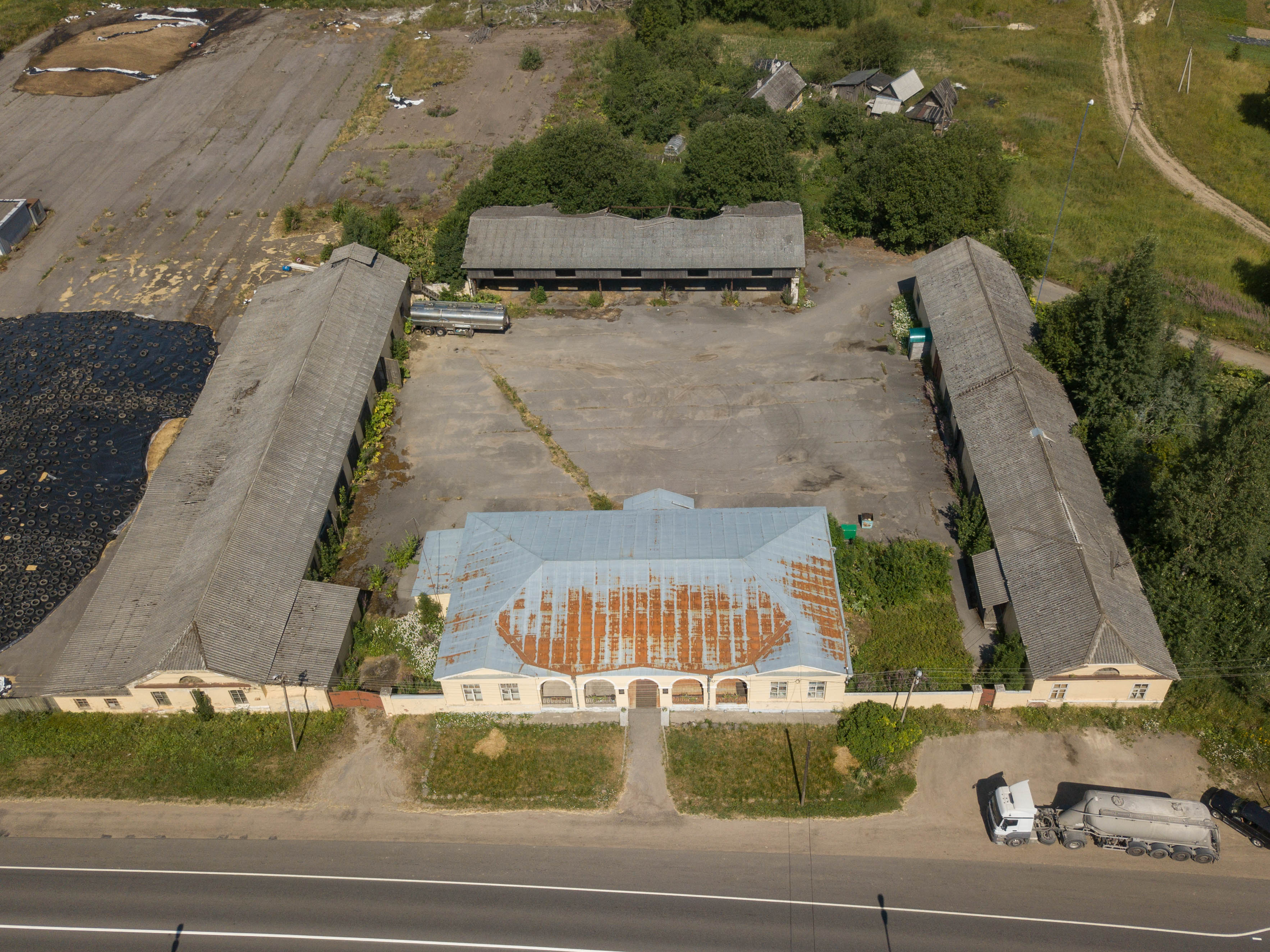
Вид на почтовую станцию сверху (2021)
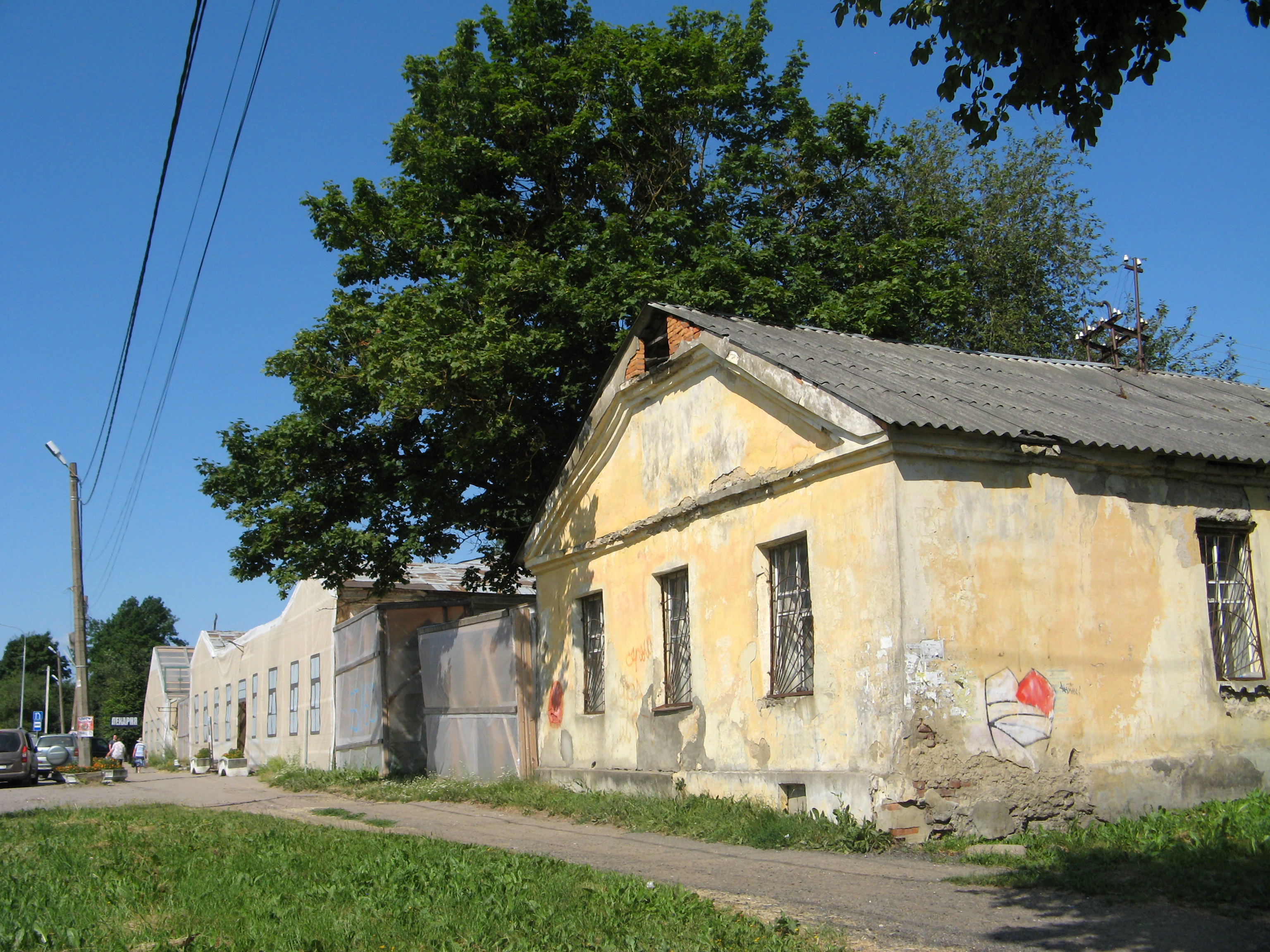
Один из флигелей (2021)
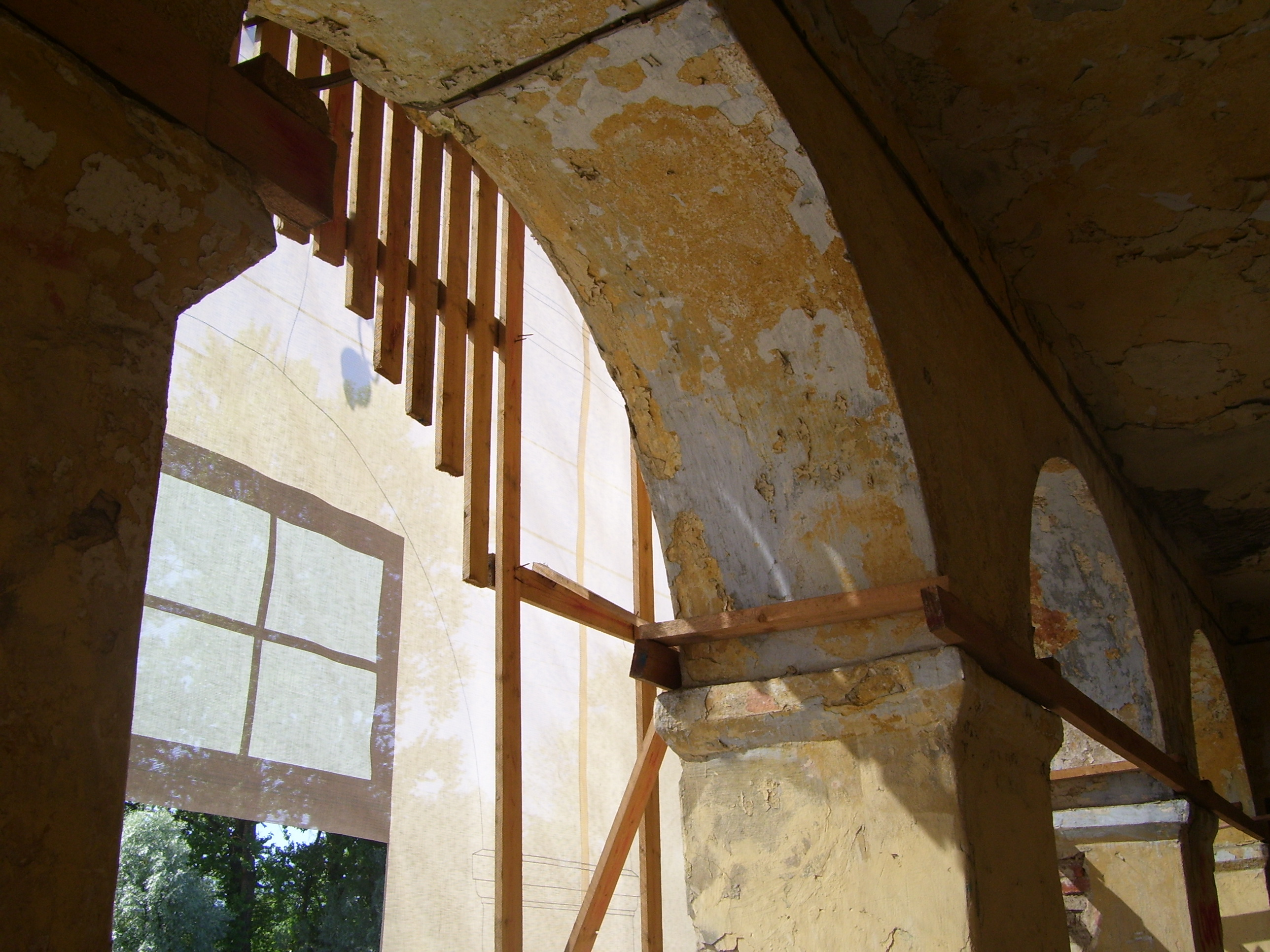
Фрагмент арки (2021)
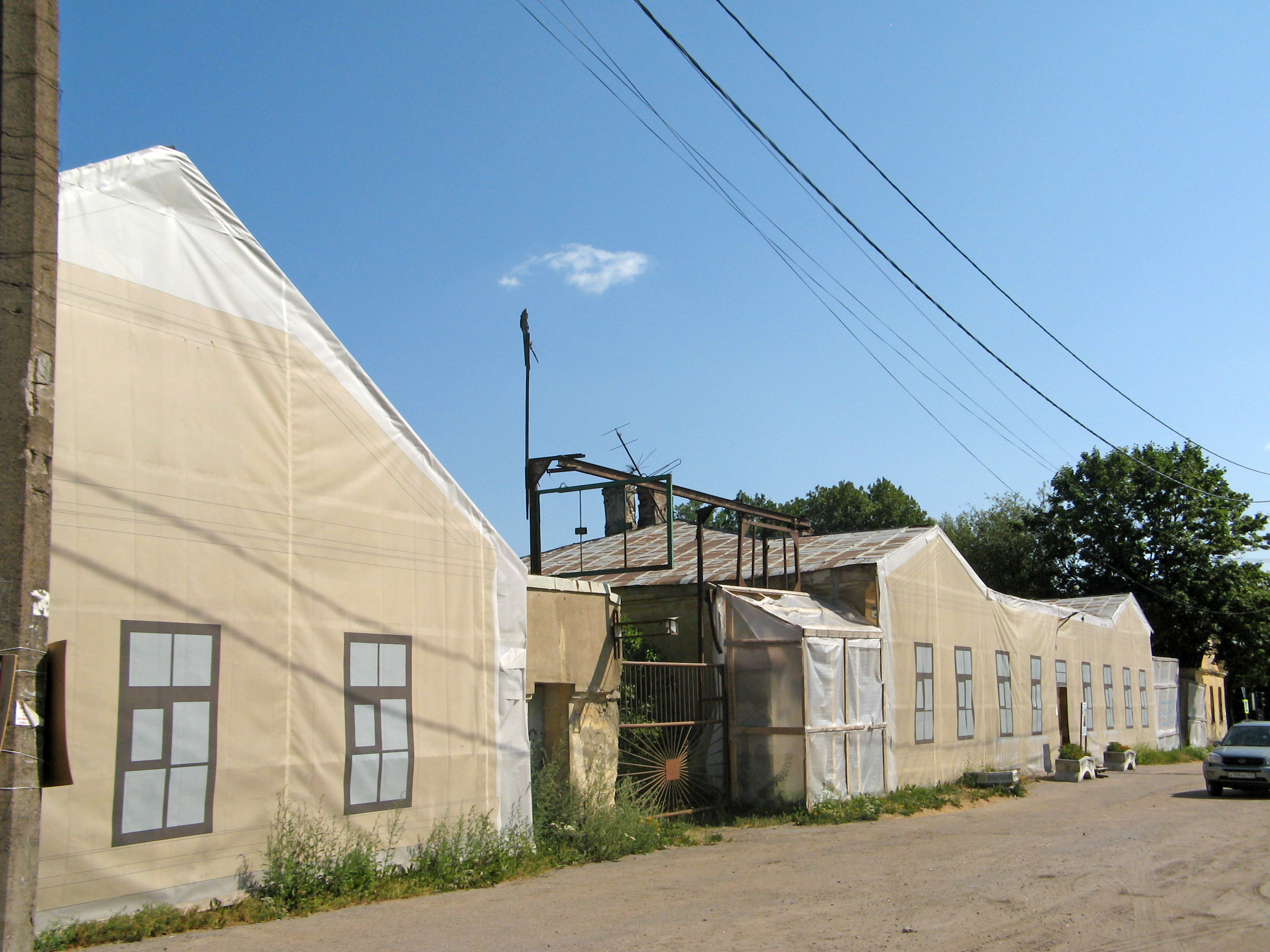
Фасады станции, законсервированные для будущего ремонта (2021)